# Киселёв, Василий Максимович
Василий Максимович Киселёв (1765, Кохма, Московская губерния — 22 июля [3 августа] 1831, Шуя, Владимирская губерния) — российский купец первой гильдии. Принадлежал к купеческому роду Киселёвых. Городской голова Шуи с 1820 по 1825 годы.

## Биография
Родился в 1765 году в селе Кохма Владимирской провинции Московской губернии (ныне — город в Ивановской области) в семье крепостных крестьянин Новосильцевых. Отец, Максим Степанович Киселёв, торговал холстом и в 1779 году выкупился от помещика за 500 рублей. Мать — крепостная крестьянка Мария Васильевна. Помимо Василия известно ещё о четырёх сыновьях Киселёва: Леонтии, Якове и Иване. Все сыновья стали купцами, но в отличие от Василия, остававшегося при отце, вели дела самостоятельно.
В 1783 году Василий Максимович Киселёв записался в московские купцы третьей гильдии. В 1808 году, после смерти отца, взял в свои руки его дело. В 1812 году, во время нашествия Наполеона, скупил до 5000 пудов бумажной пряжи, которая в окрестностях Москвы имела крайне низкую цену. К концу года цена выросла, и Киселёв нажил на перепродаже свыше миллиона рублей. Крупный капитал позволил ему стать купцом первой гильдии.
После этого Киселёв, почувствовав повышение спроса на английскую пряжу, завязал торговые сношения с Англией и в 1820-х годах стал почти единственным поставщиком английской пряжи и английских красок на все фабрики Владимирской губернии. Он постепенно свернул свою внутреннюю розничную торговлю и сосредоточил усилия на внешней оптовой. Одновременно Киселёв расширял рынок сбыта как за счёт охвата всё больших территорий и способов продажи, так и за счёт стимулирования развития производства тканей.
Товары Киселёва продавались в Шуе, Юрьевце, Суздале, Александрове, Гавриловом Посаде, Киржаче, Переславле, Вязниках, Кинешме и Плёсе, он был участником в Макарьевской и Ростовской ярмарок. Товары шли в розницу и оптом, передавались напрямую покупателям и реализовывался мелкими партиями на базарах, как, например, в Иванове, где владельцы небольших фабрик могли приобретать мелкие партии на 25000 рублей. При нехватке средств у покупателя Киселёв, без лишних опасений, кредитовал их на необходимые суммы. При этом долги, достигавшие миллионов рублей, иногда просто записывались в конторской книге, не оформлялись не только векселя, но иногда даже и расписки.
Подобная кредитная политика дала мощный импульс развитию хлопчатобумажной промышленности Шуйского уезда в целом и села Иваново в частности. Находясь поблизости от Москвы, крупные предприятия которой пострадали в Отечественной войне 1812 года, местные фабриканты оказались в исключительно выгодном положении, и с капиталами Киселёва стремительно наращивали производство тканей.
К 1830-м годам оборот Киселёва достиг колоссальной по тому времени цифры в 10 млн рублей. В эти годы для ведения дел Киселёв возвратился из Москвы в Шую, где прожил до своей смерти в 1831 году.
В 1825 году Киселёва избрали городским головой Шуи. На этом посту он, пользуясь как общественными, так и собственным средствами, облагородил город и возвёл несколько важных построек. На средства купца через Тезу был переброшен мост (в настоящее время носит название Октябрьского моста); обновлены торговые ряды, над которыми построены помещения Дома присутственных мест; возведены каменные казармы для инвалидной команды, что одновременно сняло с жителей Шуи квартирную повинность. На месте сгоревшего Крестовоздвиженского храма Киселёв построил каменную церковь, ставшую одной из богатейших во Владимирской губернии.
Василий Максимович Киселёв скончался 22 июля 1831 года в возрасте 66 лёт от холеры. Эпидемия этой болезни началась в Шуе в начале лета, но Киселёв недооценил риск заражения и продолжал вести дела как и раньше. Он заразился на людном базаре в селе Дунилове, и в отсутствие адекватной врачебной помощи оправиться не смог.
В наследство после себя Киселёв оставил около 7 млн рублей. Перед смертью он завещал построить в Шуе больницу, что впоследствии осуществили его внуки Иван и Дмитрий, принявшие дела из-за смерти отца, Диомида Васильевича, скончавшегося во время той же эпидемии холеры, что и Василий Максимович.
Одним из занятий Киселёва, не связанных с торговлей, было собирательство книг и рукописей. В его библиотеке имелось немало рукописей, среди которых — автограф путешествия Василия Григорьевича Барского, купленный им вместе с разными фирманами турецкого правительства и другими документами у наследников путешественника. Впоследствии эта рукопись была подарена Академии наук.

## Семья
Василий Максимович Киселёв был женат дважды. Первая жена, Евдокия Даниловна Балдина из Кохмы, умерла в 1812 году, оставив после себя четверых детей: сына Диомида (род. 1788) и дочерей Екатерину (род. 1785), Ульяну (род. 1791) и Марью (род. 1792).
Диомид Васильевич Киселёв торговал в месте с отцом и умер через пять дней после него, оставит трёх детей: сыновей Ивана и Дмитрия, которые унаследовали дело, и дочь Елизавету.
Через детей род Киселёвых породнился с другими российскими купцами. Диомид Васильевич был женат дважды: первый раз — на Агриппине Изосимовне Носовой, дочери шуйского купца; второй раз — на Александре Ивановне Лазаревой, дочери владимирского купца. Екатерина Васильевна вышла замуж за сына шуйского купца Корнилова. Марья Васильевна вышла замуж за Никанора Ивановича Посылина, сына шуйского купца, торговавшего тканями.